# Aleksej Michajlovitsj van Rusland

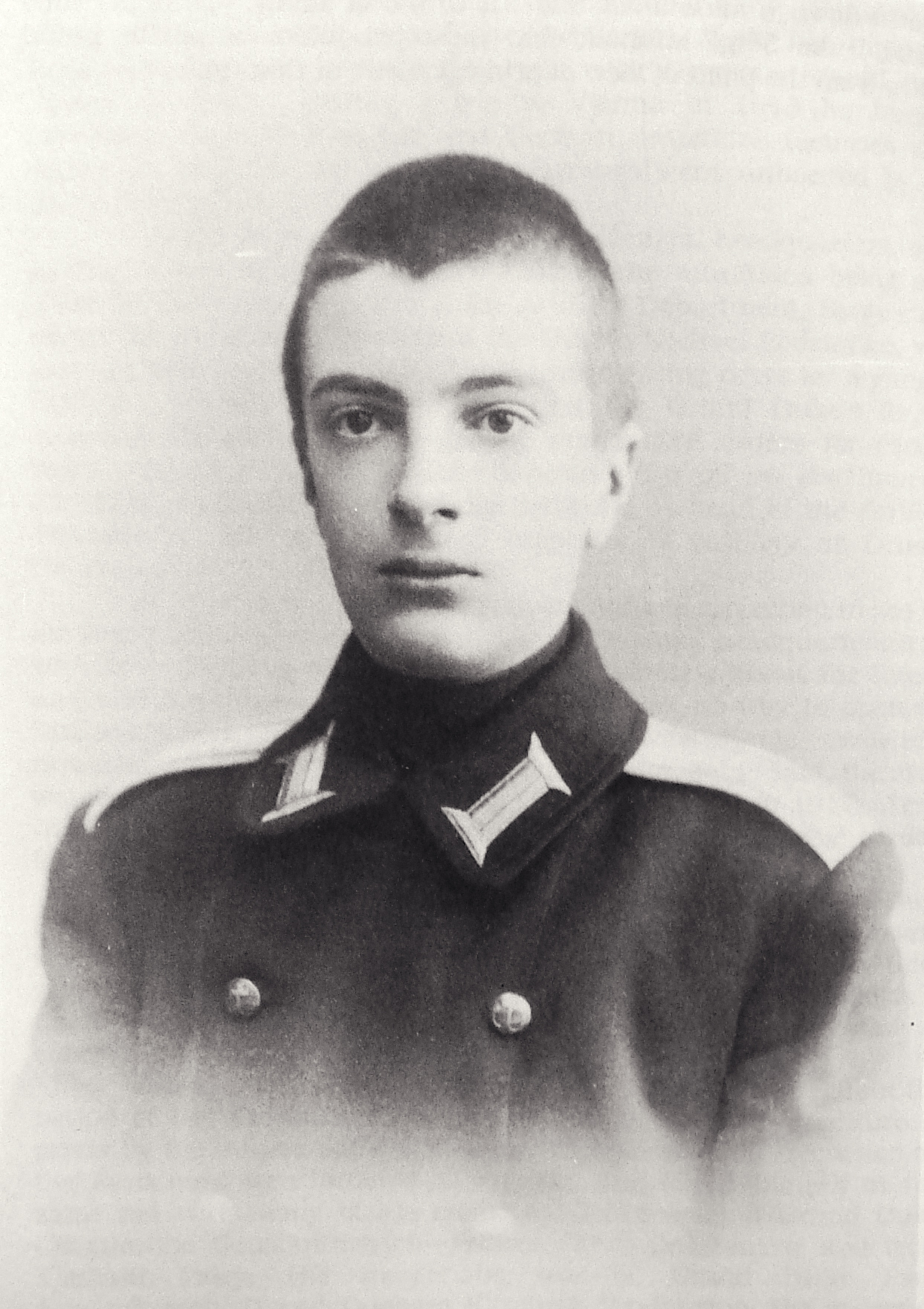
Aleksej Michajlovitsj

Aleksej Michajlovitsj van Rusland (Russisch: Алексей Михайлович Романов) (Tbilisi, 28 december 1875 — San Remo, 2 maart 1895), was een Russische grootvorst uit het huis Romanov.
Hij was de jongste zoon van Michaël Nikolajevitsj van Rusland en diens vrouw Cecilia van Baden. Hij was een kleinzoon van tsaar Nicolaas I en een neef van tsaar Alexander III.
Aleksej bracht zijn vroege jeugd op in Georgië waar zijn vader optrad als onderkoning van het Russische gedeelte van de Kaukasus. In 1882 werd zijn vader benoemd tot president van de Keizerlijke raad en verhuisde het gezin naar Sint-Petersburg. Als mannelijk lid van het huis Romanov was Aleksej voorbestemd voor een militaire loopbaan. Hij onderging een spartaanse opvoeding. Op zijn achttiende rondde hij een opleiding bij de marine af. Aleksej had een slechte gezondheid. Hij leed aan tuberculose en werd voor een kuur naar San Remo gestuurd. Daar overleed hij op negentienjarige leeftijd. 